# Dassault ABC
Dassault MD.80 ABC je bio francuski jednomotorni školski zrakoplov razvijen na početku 1950-ih. Prvi (i jedini) prototip je prvi put poletio 16. listopada 1950. nakon čega je projekt prekinut zbog nedostatka interesa.